# Балстон (Орегон)
Балстон (англ. Ballston) — невключённая территория, расположенная в округе Полк штата Орегон, США. Расположен к юго-востоку от Шеридана и к юго-западу от Амити, считается покинутым населённым пунктом.

## История
Балстон был основан в 1878 году пионером Исааком Боллом (англ. Isaac Ball) по его заявлению о пожертвовании земли. Болл и его семья иммигрировали из Англии и прибыли в Орегон по Орегонскому пути в 1848 году. Болл назвал город «Балсвилл» (англ. Ballsville), в нём было открыто почтовое отделение. Название почтового отделения было изменено на Баллстон в 1880 году. В 1953 году почтовое отделение было закрыто, когда оно стало сельской станцией Шеридана; это было прекращено все вместе в 1969 году.
Балстон был станцией на железной дороге Dayton, Sheridan and Grande Ronde Railroad (DS & GR), позже — Орегонской железной дороге. Исаак Болл был ранним промоутером DS & GR, когда он изначально был узкоколейной железной дорогой. Позже линия сменила владельца и стала частью Southern Pacific Railroad; с 2009 Балстон — станция Portland and Western Railroad.
В 1915 году в общине проживало 104 человека, были государственная школа, две церкви и три монашеских братства.
Считается, что здание Балстонской школы 1855 года, которое больше не используется в качестве школы, является старейшим школьным зданием, всё ещё существующим в округе Полк или, возможно, во всём штате. 